# Umberto Maglioli
Umberto Maglioli, né le 5 juin 1928 à Bioglio, dans le Piémont, et mort le 7 février 1999 à Monza, est un pilote automobile italien.

## Biographie
Umberto Maglioli a fait ses débuts en compétition automobile en 1947, au volant d'une BMW. Spécialiste des courses d'endurance, il a également participé à 10 Grands Prix de Formule 1 de 1953 à 1957, ayant débuté au Grand Prix d'Italie le 13 septembre 1953. Il est monté deux fois sur le podium et a totalisé 31⁄3 points en championnat du monde des pilotes. En Sport, Maglioli s'est rendu célèbre en gagnant à trois reprises la Targa Florio (1953, 1956 et 1968) et en remportant l'épuisante Carrera Panamericana en 1954. Après sa carrière sportive, Maglioli s'est retiré en Suisse, fabricant des montres.

## Palmarès

### Victoires en championnat du monde de Voitures de Sport
| no | Année | Épreuve                          | Manche | Écurie              | Châssis        | Coéquipier                     |
| -- | ----- | -------------------------------- | ------ | ------------------- | -------------- | ------------------------------ |
| 1  | 1954  | 1 000 kilomètres de Buenos Aires | 01/06  | Scuderia Ferrari    | Ferrari 375 MM | Giuseppe Farina                |
| 2  | 1954  | Carrera Panamericana             | 06/06  | Scuderia Ferrari    | Ferrari 375 +  | Erwin Goldschmidt (navigateur) |
| 3  | 1964  | 12 Heures de Sebring             | 02/20  | Scuderia Ferrari    | Ferrari 275 P  | Mike Parkes                    |
| 4  | 1968  | Targa Florio                     | 05/10  | Porsche Engineering | Porsche 907    | Vic Elford                     |

### Autres victoires en endurance
| Année | Épreuve            | Écurie           | Châssis             | Coéquipier |
| ----- | ------------------ | ---------------- | ------------------- | ---------- |
| 1953  | Targa Florio       | Scuderia Lancia  | Lancia D20          | -          |
| 1954  | Grand Prix d'Imola | Scuderia Ferrari | Ferrari 500 Mondial | -          |
| 1954  | Senigallia         | Scuderia Ferrari | Ferrari 750 M       | -          |
| 1955  | Circuit de Mugello | Scuderia Ferrari | Ferrari 750 M       | -          |
| 1956  | Targa Florio       | Porsche          | Porsche 550 A       | -          |

## Remarque
- En 1954, il remporte la première course automobile disputée sur l'autodromo di Imola inauguré en avril 1953, épreuve où il sera deuxième en 1955.